# ۲۱۴۲ لانداو این در فالتز
سیارک ۲۱۴۲ (به انگلیسی: 2142 Landau، نامگذاری:1972GA) دو هزار و صد و چهل و دومین سیارک کشف شده‌است که در ۳ آوریل ۱۹۷۲ کشف شد.
قدر مطلق سیارک برابر ۱۲٫۱۰ است.